# Góry Dżydyjskie
Góry Dżydyjskie (ros.: Джидинский хребет, Dżydinskij chriebiet; mong.: Зэдийн нуруу, Dzedijn nuruu) – pasmo górskie na granicy Rosji (Buriacja) i Mongolii, rozciągające się na długości ok. 350 km. Najwyższy szczyt osiąga 2636 m n.p.m. Pasmo zbudowane z granitów i skał metamorficznych. Zbocza północne do wysokości 1700 m n.p.m. porośnięte są tajgą modrzewiową i modrzewiowo-sosnową, w wyższych partiach tajgą sosnową. Zbocza południowe pokrywa lasostep, który przechodzi w wyższych partiach w las modrzewiowy.